# Skipper Clement
 Der er for få eller ingen kildehenvisninger i denne artikel, hvilket er et problem. Du kan hjælpe ved at angive troværdige kilder til de påstande, som fremføres i artiklen.

Klemen Andersen "Skipper Klement" (født 13. november 1485, Vedsted, Aaby Sogn, død 9. september 1536, Viborg) var en dansk oprørsleder.
Klement blev født i Vedsted, Vendsyssel i en selvejerbonde-familie, han var sandsynligvis søn af selvejerbonden Anders Klementsen og Anne Andersdatter Kjærulf. Som voksen blev han købmand i Aalborg og senere skipper og viceadmiral under Christian 2. Gjorde i 1525 mytteri mod Frederik 1. og blev kaper i Christian 2.'s tjeneste. Sluttede sig senere til grev Christoffer af Oldenburg og Lübeck.
I 1534 rejste han de jyske bønder til oprør til fordel for Christian 2. Bondeoprøret er blevet kendt som Klement-fejden og var en del af borgerkrigen Grevens Fejde 1534-36. Clement indledte krigen i Vendsyssel, hvor bønderne brændte herregårdene og søgte ihærdigt efter Stygge Krumpen, der specielt var lagt for had. En adelsmand, Bagge Pallesen Griis, hvis herregårde var brændt ned, kom til Clement i Aalborg for at slå ham ihjel under dække af at ville tilslutte sig oprøret. Griis angreb i enrum Clement med sin daggert, men Clement blev reddet af sit panser, som han bar under tøjet. På flugten derfra blev Griis slået ihjel af bønderne.
Den 16. oktober 1534 besejrede Clements bondehær, forstærket med landsknægte fra grev Christoffer, den jyske adelshær, der var sendt ud for at knuse oprøret. Slaget stod nær Aalborg lidt nord for Svenstrup omkring Lere Sig, umiddelbart op ad Hærvejen. 14 fremtrædende jyske adelsmænd og et ukendt antal fodfolk faldt på adelshærens side. I et par måneder derefter beherskede de oprørske bønder store dele af Nørrejylland. Christian 3.s hærfører Johan Rantzau pressede i løbet af efteråret oprørshæren tilbage til Aalborg, der 18. december 1534 blev stormet og plyndret. Clement blev kort tid efter pågrebet i Storvorde øst for Aalborg. Som fange sad han bl.a. på Koldinghus, indtil han den 9. september 1536 blev halshugget, parteret og stejlet ved Viborg Landsting

## Familie
Clement var gift med Marine Sørensdatter Munk, født ca 1490 på Torngaard i Aaby Sogn, datter af Søren Pedersen Munk og Gertrud Pallisdatter.
De fik børnene
1. Christenze Clementdatter, født ca 1515 på Kappelgaard, Aaby sogn, gift med Poul Pop, f. ca. 1500
2. Kristiern Clementsen, født ca 1519 på Kappelgaard, Aaby sogn
3. Anne Clementsdatter, født ca 1525 på Kappelgaard, Aaby sogn, gift med Jens Suhr

## Eftermæle
- Ebbe Kløvedal Reich har skrevet en sang: Skipper Clements morgensang, med melodi af Leif Varmark, bl.a. sunget af Michelle Birkballe.
- Der er en privatskole i Aalborg, som hedder Skipper Clement Skolen.
- Der findes en Skipper Clementsgade i det centrale Aalborg - i øvrigt ganske tæt på Rantzausgade. Derudover er der Skipper Clementsvej i nabopostnumrene Aabybro og Brovst.
- Ved Hobrovej i Aalborg står en statue af Skipper Clement, der har givet denne del af byen kælenavnet "Skipperen"
- Skipper Clement spejdergruppe blev stiftet i 1919 og er Aalborgs ældste gruppe.
- Odd Fellow Ordenens Lejr nr. 11 hedder Skipper Klement Arkiveret 22. marts 2014 hos  Wayback Machine.
- En færge hed fra 1963 til 1976 Skipper Clement.
- Et plejehjem i Svenstrup J hedder Skipper Klement.

I digtsamlingen "Den jydske Blæst" udgav Johannes V. Jensen det kort digt "Skipper Clement":
Alverden red Papismens Drage.

Og Fyrsten Bondens Odel tog.

For Ret jeg gjorde mig Umage.

Men Vreden mig med Vunder slog.